# Carla Peña
Carla Viviana Peña Ríos es una socióloga y política chilena, militante del Partido Comunista de Chile (PCCh). Entre octubre de 2022 y diciembre de 2023 se desempeñó como Delegada Presidencial Regional de Los Ríos bajo el gobierno del presidente Gabriel Boric.
Anteriormente ejerció como Secretaria Regional Ministerial de Medio Ambiente —entre 2014 y 2018— y Minería —durante 2022— por la Región de Los Ríos

## Biografía
Nacida en Valdivia. Realizó sus estudios superiores en la Universidad de La Frontera, recibiendo el título de licenciada en sociología.

## Carrera política
Militante del Partido Comunista de Chile. El 17 de marzo de 2014 fue nombrada por la entonces presidenta Michelle Bachelet como Secretaria Regional Ministerial del Medio Ambiente de la Región de Los Ríos, manteniéndose en el cargo hasta el 11 de marzo de 2018, cuando finalizó el gobierno de la Nueva Mayoría.
En 2021 fue inscrita como candidata a consejera regional por la provincia de Valdivia, en la lista Chile Digno, para las elecciones de ese mismo año. Obtuvo el 2,33% de los votos, sin resultar electa.
Tras la renuncia de Flavia Velásquez al cargo de Secretaria Regional Ministerial de Minería de Los Ríos el 26 de abril de 2022, Peña es nombrada por el presidente Gabriel Boric en dicho cargo. Mantiene sus funciones hasta el 27 de octubre del mismo año, cuando es nombrada Delegada Presidencial Regional tras la dimisión de la también militante comunista Paola Peña.

## Historial electoral

### Elecciones de consejeros regionales de 2021
- Elecciones de consejero regional de 2021, por la circunscripción provincial de Valdivia (Corral, Lanco, Los Lagos, Máfil, Mariquina, Paillaco, Panguipulli y Valdivia).